# Payao
Payao (Bayan ng Payao) är en kommun i Filippinerna. Kommunen ligger på ön Mindanao, och tillhör provinsen Zamboanga Sibugay. Folkmängden uppgår till 27 036 invånare.

## Barangayer
Payao är indelat i 29 barangayer.
| - Balian - Balogo - Balungisan - Binangonan - Bulacan - Bulawan - Calape - Dalama - Fatima (Silal) - Guintolan - Guiwan - Katipunan - Kima - Kulasian - Kulisap | - La Fortuna - Labatan - Mayabo (Santa Maria) - Minundas (Santo. Niño) - Mountain View (Puluan) - Nanan - Poblacion (Payao) - San Isidro - San Roque - San Vicente (Binangonan) - Silal - Sumilong - Talaptap - Upper Sumilong |